# Мухамедьярово
Мухамедья́рово (рос. Мухамедьярово) — село у складі Кувандицького міського округу Оренбурзької області, Росія.

## Населення
Населення — 432 особи (2010; 506 у 2002).
Національний склад (станом на 2002 рік):
- татари — 95 %